# Ендост
Ендо́ст (лат. endosteum, від дав.-гр. ἔνδον — «усередині» + ὀστέον — «кістка») — тонкий сполучнотканинний шар, що вистилає зсередини кісткову тканину трубчастих кісток, яка утворює кістковомозковий канал. Морфологічно подібний періосту (окістю). Товщина ендосту менша, ніж в окістя, проте перевищує 1-2 мкм. Ендост і періост пов'язані лакунарно-канальцевою системою кісткової тканини, що підтримує мікроциркуляцію рідини між ними.

## Будова
В ендості розрізняють осміофільну лінію на зовнішньому краї мінералізованої кісткової тканини; остеоїдний шар, утворений аморфною речовиною, колагеновими волокнами, остеобластами, капілярами і нервовими закінченнями; шар лускоподібних клітин, що нечітко відмежовує ендост від вмісту кістковомозкового каналу.

## Фізіологія
У зонах формування кісткової тканини ендост потовщується в 10-20 разів за рахунок остеоїдного шару внаслідок активації остеобластів і їхніх попередників. На тлі ремоделювання кістки в тканині ендосту виявляються остеокласти.
Ендост схильний до резорбції при тривалому недоїданні і старінні, що призводить до витончення компактної речовини і перебудови губчастої речовини кістки.